# Châteauneuf (Loira)
Châteauneuf és un municipi francès situat al departament del Loira i a la regió d'Alvèrnia-Roine-Alps. L'any 2007 tenia 1.466 habitants.

## Demografia

### Població
El 2007 la població de fet de Châteauneuf era de 1.466 persones. Hi havia 541 famílies de les quals 88 eren unipersonals (16 homes vivint sols i 72 dones vivint soles), 196 parelles sense fills, 213 parelles amb fills i 44 famílies monoparentals amb fills.
La població ha evolucionat segons el següent gràfic:
Habitants censats

### Habitatges
El 2007 hi havia 574 habitatges, 547 eren l'habitatge principal de la família, 13 eren segones residències i 14 estaven desocupats. 555 eren cases i 17 eren apartaments. Dels 547 habitatges principals, 496 estaven ocupats pels seus propietaris, 40 estaven llogats i ocupats pels llogaters i 11 estaven cedits a títol gratuït; 12 tenien dues cambres, 64 en tenien tres, 160 en tenien quatre i 311 en tenien cinc o més. 455 habitatges disposaven pel capbaix d'una plaça de pàrquing. A 173 habitatges hi havia un automòbil i a 343 n'hi havia dos o més.

### Piràmide de població
La piràmide de població per edats i sexe el 2009 era:
| Homes | Edats   | Dones |
| ----- | ------- | ----- |
| 0     | 95 o +  | 0     |
| 4     | 90 a 94 | 0     |
| 8     | 85 a 89 | 4     |
| 4     | 80 a 84 | 12    |
| 20    | 75 a 79 | 20    |
| 28    | 70 a 74 | 20    |
| 32    | 65 a 69 | 36    |
| 16    | 60 a 64 | 32    |
| 72    | 55 a 59 | 32    |
| 48    | 50 a 54 | 80    |
| 76    | 45 a 49 | 84    |
| 44    | 40 a 44 | 60    |
| 48    | 35 a 39 | 40    |
| 52    | 30 a 34 | 36    |
| 36    | 25 a 29 | 40    |
| 52    | 20 a 24 | 44    |
| 92    | 15 a 19 | 48    |
| 56    | 10 a 14 | 32    |
| 40    | 5 a 9   | 28    |
| 36    | 0 a 4   | 32    |

## Economia
El 2007 la població en edat de treballar era de 989 persones, 683 eren actives i 306 eren inactives. De les 683 persones actives 643 estaven ocupades (354 homes i 289 dones) i 40 estaven aturades (19 homes i 21 dones). De les 306 persones inactives 119 estaven jubilades, 89 estaven estudiant i 98 estaven classificades com a «altres inactius».

### Ingressos
El 2009 a Châteauneuf hi havia 564 unitats fiscals que integraven 1.524,5 persones, la mediana anual d'ingressos fiscals per persona era de 20.245 €.

### Activitats econòmiques
Dels 54 establiments que hi havia el 2007, 1 era d'una empresa extractiva, 1 d'una empresa de fabricació de material elèctric, 5 d'empreses de fabricació d'altres productes industrials, 13 d'empreses de construcció, 8 d'empreses de comerç i reparació d'automòbils, 5 d'empreses de transport, 1 d'una empresa d'informació i comunicació, 1 d'una empresa financera, 1 d'una empresa immobiliària, 12 d'empreses de serveis, 4 d'entitats de l'administració pública i 2 d'empreses classificades com a «altres activitats de serveis».
Dels 15 establiments de servei als particulars que hi havia el 2009, 1 era un taller de reparació d'automòbils i de material agrícola, 1 establiment de lloguer de cotxes, 3 paletes, 4 guixaires pintors, 2 fusteries, 2 lampisteries, 1 electricista i 1 saló de bellesa.
L'any 2000 a Châteauneuf hi havia 39 explotacions agrícoles que ocupaven un total de 540 hectàrees.

## Poblacions més properes
El següent diagrama mostra les poblacions més properes.